# Cnaeus Domitius Ahenobarbus (Kr. e. 162)
Cnaeus Domitius Ahenobarbus (Kr. e. 2. század) római politikus, az előkelő, plebeius származású Domitia gens Ahenobarbus-ágához tartozott. Édesapja, szintén Cnaeus, Kr. e. 192-ben consul volt.
Cnaeust fiatalon választották a pontifexek collegiumába Kr. e. 172-ben. Kr. e. 169-ben két társsal Makedóniába menesztették egy tárgyalóbizottság tagjaként. Kr. e. 167-ben az Lucius Aemilius Paullus Macedonicus mellett ténykedő tíz, Makedónia sorsát megszabó biztos között volt. Amikor Kr. e. 162-ben a megválasztott consulok beiktatási szertartásába hiba csúszott, lemondásuk után Ahenobarbust és Publius Cornelius Lentulust választották meg a Római Köztársaság főtisztviselőinek.